# Gustavo Semmola
Gustavo Semmola (Napoli, 3 agosto 1868 – 1941) è stato un politico italiano, deputato del partito Popolare Italiano, avvocato del foro napoletano  attivo tra la fine del XIX secolo e il 1938; fu eletto nel collegio della città di Monopoli dal 1904 al 1913.

## Biografia
L'avvocato del foro di Napoli Gustavo Semmola sostituì, per i popolari, nel collegio di Monopoli, l'On. Luigi Indelli figura storica della politica postunitaria monopolitana morto il 20 febbraio 1903 rappresentante dell'alta borghesia locale, rimpiazzato per poco più di un anno da Gian Matteo Colucci di Fasano. 
Le nuove elezioni del 6 novembre 1904 videro la prima grande vittoria del Semmola. Fu rieletto anche alle elezioni del 7 marzo 1909, probabilmente per il cavalleresco ritiro del liberale Luigi Capitanio insigne chirurgo che, considerandolo un amico, "si recò a Bari per confermare la candidatura dell'altro, e poi dichiarò a voce e a stampa di essere negativo ad ogni sua candidatura, specie contro il suo amico Semmola".
Ebbe il grande merito di impostare, in modo definitivo, la soluzione del problema del porto di Monopoli, molto sentito dalla popolazione locale, per il quale ottenne nel 1906 un contributo governativo di mezzo milione e in seguito un altro di 800.000 lire. Giovanni Giolitti lo chiamava “l'uomo dei porti” per il suo interessamento anche per gli scali di Mola di Bari e Polignano a Mare. 
Rimase in carica fino alle turbolente elezioni del  26 ottobre del 1913. In quest'occasione si organizzarono in modo aggressivo i cattolici nella Società Operaia Cattolica, tutto il clero locale  e i sindacalisti nella Società Operaia in appoggio all'on. Gustavo Semmola contro il liberale Luigi Capitanio appoggiato dalla borghesia locale, dalla Massoneria e da gran parte del contado. Il Capitanio, ancora molto riluttante a scendere in lizza contro l'amico Semmola, fu trascinato quasi a forza nell'agone politico e  risultò vincente.
La perdita del collegio  da parte del Semmola è attribuibile, per quanto si legge sulla stampa dell'epoca, ad un certo scontento dei monopolitani, che gli rimproveravano una scarsa presenza nell'ultimo periodo del suo mandato e alla grande popolarità di Luigi Capitanio. Molti gli episodi di intolleranza politica, anche violenti, tra i fautori dei due contendenti riportati sulla stampa locale.
Nel 1938 richiese la nomina a senatore.